# André Stern
André Stern (ur. 1971 w Paryżu) – muzyk, kompozytor, lutnik zajmującym się budową gitar, dziennikarz i pisarz.

## Życiorys
Syn Arno Sterna, pedagoga i badacza, którego dokonania opierają się na poszanowaniu spontanicznych skłonności istoty ludzkiej oraz twórcy pracowni znanej jako „Akademia Czwartkowa” w Paryżu (l’Académie du jeudi) i Michèle (z domu Arella), nauczycielki; urodził się w Paryżu, jako jeden z dwojga dzieci Sternów.
Pomimo tego, że nigdy nie chodził do szkoły, został zawodowym muzykiem, lutnikiem oraz dziennikarzem muzycznym, uczy muzyki, prowadzi wykłady, intensywnie angażuje się w dziedzinie informatyki i z powodzeniem pełni różne stanowiska w świecie tańca i teatru. Jako ekspert w dziedzinie alternatywnych metod kształcenia pracuje z nauczycielami, szkołami, uniwersytetami, stowarzyszeniami, a także rodzicami i firmami na całym świecie. Jest przewodniczącym Instytutu Arno Sterna (Institut Arno Stern), a także przewodniczącym inicjatywy Mężczyźni Przyszłości (Männer für morgen).
Mieszka w Paryżu razem ze swoją żoną i dwoma synami. Był jednym z bohaterów filmu Alfabet Erwina Wagenhofera z 2013 r.

## Twórczość
André Stern zaczął grać na gitarze w wieku 4 lat. Samodzielnie zgłębiał historię muzyki klasycznej. Poszukując prawdziwego brzmienia muzyki Flamenco, opracował własną technikę grania i tworzenia.
Jego kariera muzyczna rozpoczęła się w 1988 r. a nasiliła się w 1990 r., kiedy założył w Paryżu razem z choreografką i tancerką, Delphine Joubert, studio muzyczne i choreograficzne (Atelier de Création Chorégraphique et Musicale) „Fusion”. Bardzo dla niego znaczące było spotkanie w 1993 r. ze szwajcarskim mistrzem lutnikiem Wernerem Schärem, które otworzyło nowe możliwości w rozwoju jego muzycznej osobowości.
W 1993 r. rozpoczął również pracę z teatrem Madness prowadzonym przez Giancarlo Ciarapica.
Jest także autorem dwóch bestsellerowych książek, w których opisuje doświadczenia swojego życia bez szkoły: …I nigdy nie chodziłem do szkoły (...Und ich war nie in der Schule) oraz Zabawa (Spielen), a także Mój ojciec, mój przyjaciel (Mein Vater, mein Freund) napisanej wspólnie z Arno Sternem. Książka …I nigdy nie chodziłem do szkoły została przetłumaczona na siedem języków.